# Ikedův systém aikido

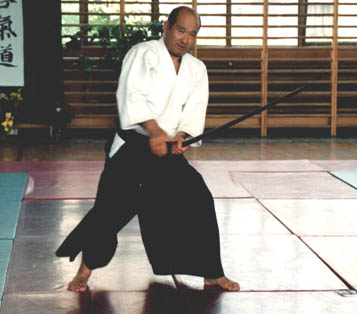
Masatomi Ikeda - autor systému

Ikedův systém je didaktický systém v aikido od šihana Masatomiho Ikedy (Tento systém je vyučován pod zastřešením aikikai.).

## Odlišnosti
Velkým specifikem a odlišností od ostatních didaktických systémů aikido je, že pojmenovává druhy Kokyunage (v překladu hod dechem).
Ukázka některých druhů Kokyunage podle Ikeda senseie:
- Genkei kokyunage (v jiných systémech označován jako Sokumen Iriminage/Kokyuho/Kokyunage/Naname Kokyunage)
- Furizuki kokyunage
- Zanto kokyunage
- Shihogiri kokyunage
- Torifune kokyunage

V systému Masatomi Ikedy (stejně jako mnoho dalších japonských instruktorů vyučujících v Evropě) se úchop dvěma rukama útočníka jedné ruky obránce nazývá Katate Ryote Dori. Naopak v Aikikai Hombu dojo se používá pro tento úchop název Morote Dori.

## Tabulka A
„Tabulka A, popisující srdce systému, který Ikeda sensei použil ve svém vyučování aikido”

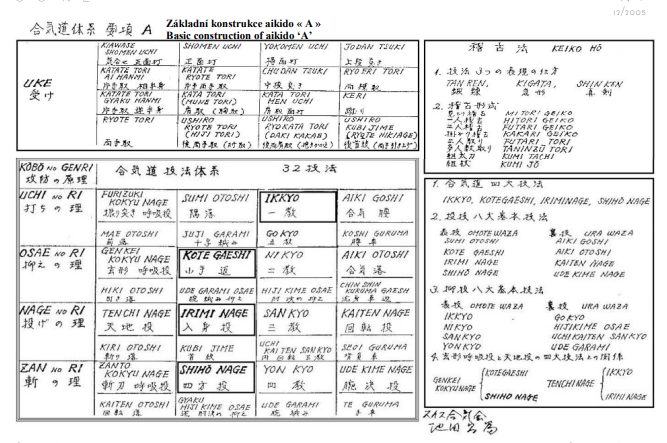
Tabulka A

## Tabulka B
„Tyto dva papíry popisují ve velmi zhuštěné formě srdce systému, který ve svém vyučování používal Ikeda Sensei.”

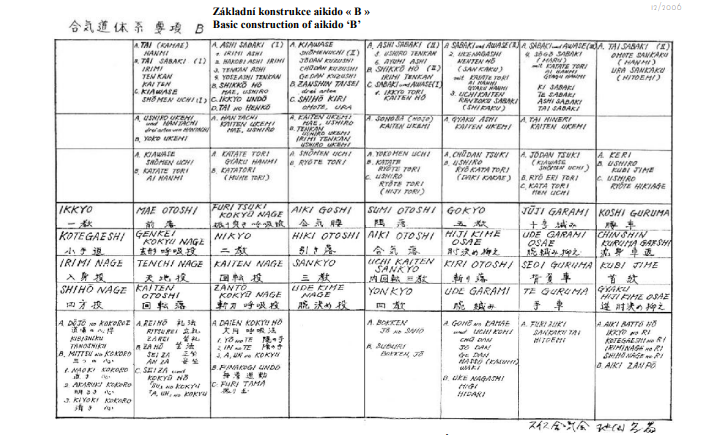

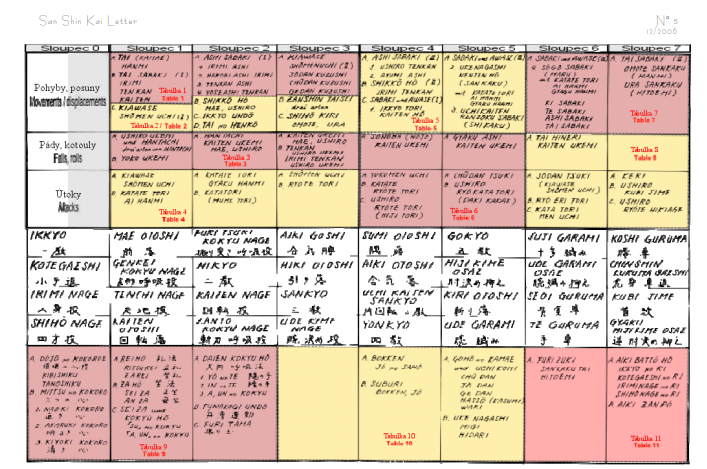

## Zkouškový řád
Zkouškový řád je soubor technik, podle kterých je zkoušen adept na daný stupeň (Kyu/Dan).
Lze nálezt:
ZDE (dospělí)
ZDE (děti)
ZDE (původní - neaktuální zkouškový řád pro dospělé)

## Katy
V rámci Ikedova systému se vyučují i jeho katy (ale i jiné). Konkrétně:
- Ikedova kata 1 - Kata 38 (Kata s džó) (jde o Tadovu katu upravenou Masatomi Ikedou senseiem)
- Katy čtyř principů:

1. Hiki-otoshi - Mae-otoshi
2. Mae-otoshi - Hiki-otoshi
3. Mae-otoshi - Mae-otoshi
4. Hiki-otoshi - Hiki-otoshi

Dále Ikeda sensei vyučoval první katu z Kašima Šin-rjú/Kašima Šinden Jikišinkage-rjú, tedy Hódžó. Hódžó se dělí na tyto čtyři katy:
1. Jaro
2. Léto
3. Podzim
4. Zima

Ovšem různá dódža vyučují různé katy a není pravidlem, že by se tyto katy měli vyučovat.

## Dechová cvičení
V rámci tohoto systému se používají dvoje dechová cvičení:
- Genkikai - Masatomi Ikeda[6]
- Ki no Renma (Kultivace Ki) - Hiroši Tada